# Līga Dekmeijere
Līga Dekmeijere (Riga, 21 mei 1983) is een voormalig tennisspeelster uit Letland. Zij begon op zesjarige leeftijd met tennis. Haar favoriete ondergrond is hardcourt. Zij speelt rechtshandig en heeft een tweehandige backhand. Haar zus Laila Dekmeijere speelt professioneel hockey voor Dmitrov Tornados in Rusland en voor het Letse nationale team. Līga is voornamelijk succesvol in het vrouwendubbelspel. Zij was actief in het internationale tennis van 1997 tot en met 2024.

## Loopbaan
Als junior versloeg Dekmeijere Maria Sjarapova op het gerenommeerde Eddie Herr International Junior Championship dat als eindejaarskampioenschap van de USTA wordt georganiseerd in Bradenton (Florida).
In 2003 werd zij nationaal enkelspelkampioen van Letland en zij was vijf jaar lang de hoogstgeplaatste Letse enkelspeler. In het dubbelspel was zij tien jaar lang de beste Letse.
Dekmeijere behaalde één WTA-titel: op het WTA-toernooi van Viña del Mar 2008 won zij samen met de Poolse Alicja Rosolska de finale van Marija Koryttseva en Julia Schruff in twee sets. Daarnaast bereikte zij nog zesmaal een WTA-dubbelspelfinale.
In het ITF-circuit behaalde zij twintigmaal de toernooiwinst, steeds in het dubbelspel.
In de periode 1998–2012 maakte Dekmeijere deel uit van het Letse Fed Cup-team – zij vergaarde daar een winst/verlies-balans van 14–16.
Haar beste resultaat op de grandslamtoernooien is het bereiken van de derde ronde, op Roland Garros 2012 samen met de Thaise Tamarine Tanasugarn. Haar hoogste notering op de WTA-ranglijst is de 54e plaats, die zij bereikte in april 2010.
Na haar laatste grandslamdeelname, op het Australian Open 2014, speelde zij uitsluitend nog op het Noord-Amerikaans continent. In 2014 stichtte zij Overall Tennis Development, een tennisschool in de regio Dallas/Fort Worth. Zij stopte in eerste instantie in mei 2015, kreeg een dochter en kwam terug in oktober 2019, om uiteindelijk haar laatste partij te spelen in oktober 2024.

## Posities op deWTA-ranglijst
Positie per einde seizoen:
| jaar | rang enkelspel | rang dubbelspel |
| ---- | -------------- | --------------- |
| 1998 | –              | 784             |
| 1999 | 772            | 570             |
| 2000 | 602            | 447             |
| 2001 | 459            | 261             |
| 2002 | 288            | 203             |
| 2003 | 508            | 174             |
| 2004 | 445            | 150             |
| 2005 | 372            | 85              |
| 2006 | 353            | 95              |
| 2007 | 470            | 129             |
| 2008 | 536            | 75              |
| 2009 | 842            | 67              |
| 2010 | 693            | 90              |
| 2011 | 663            | 70              |
| 2012 | 1117           | 74              |
| 2013 | –              | 86              |
| 2014 | –              | 335             |
|      |                |                 |
| 2019 | –              | 967             |
| 2020 | –              | 999             |
| 2021 | 1262           | 1353            |
| 2022 | –              | 1212            |

## Palmares
| Legenda                | Legenda                  |
| ---------------------- | ------------------------ |
| Grandslamtoernooi      |                          |
| Olympische Spelen      |                          |
| Year-End Championships |                          |
| tot 2009               | 2009 – 2020 / vanaf 2021 |
| Tier I                 | Premier Mandatory        |
| Tier II                | Premier Five / WTA 1000  |
| Tier III               | Premier / WTA 500        |
| Tier IV & V            | International / WTA 250  |
|                        | Challenger / WTA 125     |

### WTA-finaleplaatsen enkelspel
geen

### WTA-finaleplaatsen dubbelspel
| nr.              | finale     | toernooi         | ondergrond | partner             | tegenstandsters                     | score            |         |
| ---------------- | ---------- | ---------------- | ---------- | ------------------- | ----------------------------------- | ---------------- | ------- |
| gewonnen finales |            |                  |            |                     |                                     |                  |         |
| 1.               | 2008-02-17 | WTA Viña del Mar | gravel     | Alicja Rosolska     | Marija Koryttseva Julia Schruff     | 7-5, 6-3         | details |
| verloren finales |            |                  |            |                     |                                     |                  |         |
| 1.               | 2005-11-06 | WTA Québec       | tapijt (i) | Ashley Harkleroad   | Anastasia Rodionova Jelena Vesnina  | 7-6, 4-6, 2-6    | details |
| 2.               | 2006-01-14 | WTA Canberra     | hardcourt  | Claire Curran       | Marta Domachowska Roberta Vinci     | 6-7, 3-6         | details |
| 3.               | 2008-06-21 | WTA Rosmalen     | gras       | Angelique Kerber    | Marina Erakovic Michaëlla Krajicek  | 3-6, 2-6         | details |
| 4.               | 2009-04-19 | WTA Charleston   | gravel     | Patty Schnyder      | Bethanie Mattek-Sands Nadja Petrova | 7-6, 2-6, [9-11] | details |
| 5.               | 2011-01-15 | WTA Hobart       | hardcourt  | Kateryna Bondarenko | Sara Errani Roberta Vinci           | 3-6, 5-7         | details |
| 6.               | 2012-08-24 | WTA Dallas       | hardcourt  | Irina Falconi       | Marina Erakovic Heather Watson      | 3-6, 0-6         | details |

## Resultaten grandslamtoernooien
| Legenda | Legenda                          |
| ------- | -------------------------------- |
| g.t.    | geen toernooi gehouden           |
| l.c.    | lagere categorie                 |
| –       | niet deelgenomen                 |
| G       | uitgeschakeld in de groepsfase   |
| 1R      | uitgeschakeld in de eerste ronde |
| 2R      | uitgeschakeld in de tweede ronde |
| 3R      | uitgeschakeld in de derde ronde  |
| 4R      | uitgeschakeld in de vierde ronde |
| KF      | uitgeschakeld in de kwartfinale  |
| HF      | uitgeschakeld in de halve finale |
| F       | de finale verloren               |
| W       | het toernooi gewonnen            |
| w-v     | winst/verlies-balans             |

### Enkelspel
geen deelname

### Vrouwendubbelspel
| Toernooi        | 2005 | 2006 | 2007 | 2008 | 2009 | 2010 | 2011 | 2012 | 2013 | 2014 | w-v |
| --------------- | ---- | ---- | ---- | ---- | ---- | ---- | ---- | ---- | ---- | ---- | --- |
| Australian Open | 2R   | 1R   | –    | –    | 1R   | 2R   | 2R   | 1R   | 1R   | 1R   | 3-8 |
| Roland Garros   | –    | 2R   | –    | –    | 1R   | –    | 2R   | 3R   | 2R   | –    | 5-5 |
| Wimbledon       | –    | 1R   | –    | –    | 1R   | 1R   | –    | 2R   | 1R   | –    | 1-5 |
| US Open         | 1R   | 1R   | 1R   | 2R   | 2R   | 1R   | 2R   | 2R   | 2R   | –    | 5-9 |

### Gemengd dubbelspel
| Australian Open | –  | –  | –  | 0-0 |
| Roland Garros   | –  | –  | –  | 0-0 |
| Wimbledon       | 1R | 1R | 1R | 0-3 |
| US Open         | –  | –  | –  | 0-0 |